# Synesarga
Synesarga is een geslacht van vlinders uit de familie Lecithoceridae. De wetenschappelijke naam van het geslacht is voor het eerst geldig gepubliceerd in 1978 door László Anthony Gozmány.
De typesoort is Lecithocera pseudocathara Diakonoff, 1978.

## Synoniemen
- Anamimnesis Gozmány, 1978

## Soorten
- Synesarga bleszynskii (Gozmány, 1978)
- Synesarga breviclavata Liu & Wang, 2014
- Synesarga brevidigitata Liu & Wang, 2014
- Synesarga caradjai Gozmány, 1978
- Synesarga paroena
- Synesarga pseudocathara (Diakonoff, 1952)